# Liste der Stolpersteine in Wiesbaden-Biebrich
 Info: Angaben zu Eigenschaften, welche alle Teillisten für Wiesbaden gemeinsam haben, sind unter Liste der Stolpersteine in Wiesbaden zu finden.

## Liste
| Adresse                      | Name                                 | Inschrift mit Ergänzungen | Verlegedatum  | Bild | Anmerkung |
| ---------------------------- | ------------------------------------ | --- | ------------- | ---- | --- |
| Straße der Republik 23 ·     | Dr. Jakob Burstein                   | Hier wohnte Dr. Jakob Burstein Jg. 1898 verhaftet 1933 Gestapohaft Flucht 1933 Litauen deportiert 1941 ermordet im Ghetto Kowno                      |               |      | |
| Brunnengasse 10 ·            | Karoline Eisenberger geb. Worms      | Hier wohnte Karoline Eisenberger geb. Worms Jg. 1882 Deportiert 1942 Lublin Ermordet 1942 in Sobibor                                                 | 28. Aug. 2008 |      | Karoline Eisenberger führte die Metzgerei nach dem Tod ihres Mannes 1926 weiter, zog aber vermutlich im Jahre 1934 zu ihrem Sohn und dessen Familie in die Brunnengasse 10. Im gleichen Jahr soll sie ihrem Sohn dort eine Metzgerei gekauft haben. Es wurden noch Umsätze verzeichnet, die jedoch, nach kontinuierlichem Rückgang, 1938 fast gänzlich ausblieben. Die Wiesbadener Metzger waren den Schikanen der Nationalsozialisten in besonderem Maße ausgesetzt. |
| Andreasstraße 26 ·           | Frieda Ernst                         | Hier wohnte Frieda Ernst geb. Stern Jg. 1901 verhaftet 1943 Gefängnis Wiesbaden deportiert 1944 Auschwitz Todesmarsch 1945 KZ Bergen-Belsen ermordet |               |      | |
| Am Schloßpark 83 ·           | Jakob Fink                           | Hier wohnte Jakob Fink Jg. 1863 Deportiert 1942 Theresienstadt Tot 8.9.1942                                                                          | 30. Apr. 2013 |      | Jakob Fink war Mitglied im „Centralverein der Juden in Deutschland e. V.“, dessen Mitglieder die staatsbürgerliche Gleichstellung und die deutsche Gesinnung der Juden in Deutschland fördern wollten. Außerdem gehörte er dem „Israelitischen Männerkrankenverein für Biebrich, Schierstein und Frauenstein“ an, der der Unterstützung erkrankter Mitglieder diente und auf Einhaltung der rituellen Vorschriften im Todesfall achtete. |
| Rudolf-Vogt-Straße 4 ·       | Jeanne Harf geb. Krieger             | Hier wohnte Jeanne Harf geb. Krieger Jg. 1885 Flucht Holland interniert 1943 Westerbork ???                                                          | 10. Dez. 2007 |      | Die Harfs haben vermutlich bis Anfang der 1920er Jahre in Gera gewohnt, denn dort kam am 23. September 1923 ihre Tochter Carmen Helga Elfriede zur Welt. Ende der 1920er Jahre müssen sie dann nach Wiesbaden-Biebrich umgezogen sein, denn ihr Name taucht 1929 unter der Anschrift Rudolf-Vogt-Str. 4 erstmals im Biebricher Adressbuch auf. Im Eintrag für 1936/37 ist als Beruf Handelsvertreter angegeben. Lours Harf vertrieb Schmuck für Idar-Obersteiner, Pforzheimer und Gablonzer Firmen. |
| Rudolf-Vogt-Straße 4 ·       | Louis Harf                           | Hier wohnte Louis Harf Jg. 1884 Flucht Holland Deportiert 1943 Lublin/Sobibor Ermordet 11.10.1943                                                    | 10. Dez. 2007 |      | Die Harfs haben vermutlich bis Anfang der 1920er Jahre in Gera gewohnt, denn dort kam am 23. September 1923 ihre Tochter Carmen Helga Elfriede zur Welt. Ende der 1920er Jahre müssen sie dann nach Wiesbaden-Biebrich umgezogen sein, denn ihr Name taucht 1929 unter der Anschrift Rudolf-Vogt-Str. 4 erstmals im Biebricher Adressbuch auf. Im Eintrag für 1936/37 ist als Beruf Handelsvertreter angegeben. Lours Harf vertrieb Schmuck für Idar-Obersteiner, Pforzheimer und Gablonzer Firmen. |
| Sackgasse 2 ·                | Laura Kussel geb. Hirsch             | Hier wohnte Laura Kussel geb. Hirsch Jg. 1878 Deportiert 1942 Lublin Ermordet Juni 1942 in Sobibor                                                   | 8. Juni 2007  |      | Die Familie Kussel wohnte seit 1916 in Biebrich, zunächst in der Schulstr. 19, der heutigen Wilhelm-Tropp-Straße, gegenüber der Steinschule. Dort hatte Leopold Kussel auch eine Papierwarenhandlung, in der er vor allem Schulbedarfsartikel verkaufte, und betrieb eine Buchbinderei. Von dem Geld, das ihm das Geschäft einbrachte, kaufte er das Haus Sackgasse 2. Dort wohnte die Familie Kussel seit 1920. |
| Sackgasse 2 ·                | Leopold Kussel                       | Hier wohnte Leopold Kussel Jg. 1884 Deportiert 1942 Lublin Ermordet Juni 1942 in Sobibor                                                             | 8. Juni 2007  |      | Die Familie Kussel wohnte seit 1916 in Biebrich, zunächst in der Schulstr. 19, der heutigen Wilhelm-Tropp-Straße, gegenüber der Steinschule. Dort hatte Leopold Kussel auch eine Papierwarenhandlung, in der er vor allem Schulbedarfsartikel verkaufte, und betrieb eine Buchbinderei. Von dem Geld, das ihm das Geschäft einbrachte, kaufte er das Haus Sackgasse 2. Dort wohnte die Familie Kussel seit 1920. |
| Cheruskerweg 3 ·             | Heinrich Leoni                       | Hier wohnte Heinrich Leoni Jg. 1905 Deportiert 1942 Lublin Ermordet 4.8.1942 Majdanek                                                                | 30. Apr. 2013 |      | Heinrich Leoni studierte Germanistik, Geschichte und Erdkunde für das Lehramt an Gymnasien. Ihm wurden von seinen Ausbildern großer Fleiß und Lerneifer sowie eine solide wissenschaftliche Ausbildung bescheinigt. Er sei, so heißt es im Gutachten des Schulleiters von 1931, „bescheiden, gefällig und von lauterem Charakter.“ Heinrich Leoni wird den Lehrerberuf nicht lange ausgeübt haben, da das im Jahr 1933 verkündete „Gesetz zur Wiederherstellung des Berufsbeamtentums“ allen jüdischen Bürgern die Möglichkeit nahm, öffentliche Ämter auszuüben. |
| Cheruskerweg 3 ·             | Henriette Leoni geb. Marcus          | Hier wohnte Henriette Leoni geb. Marcus Jg. 1870 Deportiert 1942 Theresienstadt Tot 21.2.1943                                                        | 30. Apr. 2013 |      | Heinrich Leoni studierte Germanistik, Geschichte und Erdkunde für das Lehramt an Gymnasien. Ihm wurden von seinen Ausbildern großer Fleiß und Lerneifer sowie eine solide wissenschaftliche Ausbildung bescheinigt. Er sei, so heißt es im Gutachten des Schulleiters von 1931, „bescheiden, gefällig und von lauterem Charakter.“ Heinrich Leoni wird den Lehrerberuf nicht lange ausgeübt haben, da das im Jahr 1933 verkündete „Gesetz zur Wiederherstellung des Berufsbeamtentums“ allen jüdischen Bürgern die Möglichkeit nahm, öffentliche Ämter auszuüben. |
| Straße der Republik 45 ·     | Adelheid Löwensberg                  | Hier wohnte Adelheid Löwensberg Jg. 1886 Deportiert 1942 Lublin Ermordet 1942                                                                        | 27. Jan. 2009 |      | Adelheid Löwensberg, die Jüngste von fünf Geschwistern, wurde am 1. April 1886 in Biebrich geboren. Ihre sechs Jahre ältere Schwester Lina kam 1880 zur Welt, ihre Brüder Leopold 1878, Carl 1883 und Moritz 1884. Adelheids Vater trug den Vornamen „Kaufmann“. Er war Fruchthändler und ist bereits 1914 gestorben. Johanna Löwensberg geb. Marxeiner, ihre Mutter, starb 1939 im Alter von 87 Jahren, nachdem sie noch den Novemberpogrom 1938 hatte erleben müssen. |
| Rathausstraße 46 ·           | Bella Marx                           | Hier wohnte Bella Marx Jg. 1864 gedemütigt/entrechtet Flucht in den Tod 29.8.1942                                                                    |               |      | |
| Rathausstraße 46 ·           | Regina Marx                          | Hier wohnte Regina Marx Jg. 1868 gedemütigt/entrechtet Flucht in den Tod 29.8.1942                                                                   |               |      | |
| Mosburgstraße 13 ·           | Emilie Marx geb. Ackermann           | Hier wohnte Emilie Marx geb. Ackermann Jg. 1878 Deportiert 1942 Lublin Ermordet in Sobibor                                                           | 13. Okt. 2011 |      | |
| Mosburgstraße 13 ·           | Leo Marx                             | Hier wohnte Leo Marx Jg. 1886 Deportiert 1942 Lublin Ermordet in Sobibor                                                                             | 13. Okt. 2011 |      | |
| Rathausstraße 2 ·            | Franziska Marx geb. Stahl            | Hier wohnte Franziska Marx geb. Stahl Jg. 1872 deportiert 1942 Theresienstadt 1944 Auschwitz ermordet                                                |               |      | |
| Rathausstraße 2 ·            | Babette 'Bettina' Marx               | Hier wohnte Babette 'Bettina' Marx Jg. 1896 deportiert 1942 ermordet in Sobibor                                                                      |               |      | |
| Rathausstraße 2 ·            | Alfred Marx                          | Hier wohnte Alfred Marx Jg. 1898 deportiert 1942 Theresienstadt 1943 Auschwitz ermordet                                                              |               |      | |
| Rathausstraße 2 ·            | Johanna Strauss geb. Frank           | Hier wohnte Johanna Strauss geb. Frank Jg. 1884 deportiert 1941 Kowno Fort IX ermordet 25.11.1941                                                    |               |      | |
| Mainstraße 13                | Samuel 'Sali' Marx                   | | 11. März 2021 |      | Sali Marx war Inhaber eines gutgehenden Ausstattungs- und Konfektionsgeschäftes in der Mainzer Straße 13 in Biebrich. Er beschäftigte zahlreiche Angestellte, darunter auch sechs Näherinnen. Marx wurde am 23. Mai 1942 nach Izbica deportiert und in Sobibor ermordet. Ehefrau Lilli Marx war bereits im Februar 1940 in das KZ Ravensbrück deportiert worden und am 23. März 1942 verstorben. |
| Mainstraße 13                | Lilly Marx geb. Marum                | Hier wohnte Lilly Marx geb. Marum Jg. 1890 Verhaftet 1940 Ravensbrück Ermordet 1942                                                                  | 11. März 2021 |      | |
| Mainstraße 13                | Kurt Arthur Marx                     | Hier wohnte Kurt Arthur Marx Jg. 1923 Kindertransport 1939 England                                                                                   | 11. März 2021 |      | |
| Mainstraße 13                | Otto-Nathan Marx                     | Hier wohnte Otto-Nathan Marx Jg. 1922 Deportiert 1942 nach Majdanek Ermordet 1942                                                                    | 11. März 2021 |      | |
| Gottfried-Kinkel-Straße 17 · | Eugen Noerdlinger                    | Hier wohnte Eugen Noerdlinger Jg. 1906 Eingewiesen Heilanstalt Herbor Ermordet 3.2.1941 'Heilanstalt’ Hadamar                                        | 13. Okt. 2009 |      | Eugen und Rudolf Noerdlinger stammten aus Flörsheim am Main. Sie waren Söhne von Käthe und Hugo Noerdlinger geb. König. Käthe Noerdlinger wurde in Offenbach geboren und war katholisch. Der Vater Dr. Hugo Noerdlinger, Sohn des jüdischen Rechtsanwaltes Dr. Leopold Noerdlinger aus Stuttgart, ist bereits 1904 aus der jüdischen Gemeinde Flörsheim ausgetreten und freireligiös geworden. Dr. Noerdlinger leitete zusammen mit seinen Brüdern Ernst, Fritz und Otto die Chemische Fabrik Flörsheim, die im Eigentum der Familie war. |
| Gottfried-Kinkel-Straße 17 · | Rudolf Noerdlinger                   | Hier wohnte Rudolf Noerdlinger Jg. 1908 Verhaftet 18.9.1943 von Gestapo Deportiert Auschwitz Ermordet 30.1.1944                                      | 13. Okt. 2009 |      | Eugen und Rudolf Noerdlinger stammten aus Flörsheim am Main. Sie waren Söhne von Käthe und Hugo Noerdlinger geb. König. Käthe Noerdlinger wurde in Offenbach geboren und war katholisch. Der Vater Dr. Hugo Noerdlinger, Sohn des jüdischen Rechtsanwaltes Dr. Leopold Noerdlinger aus Stuttgart, ist bereits 1904 aus der jüdischen Gemeinde Flörsheim ausgetreten und freireligiös geworden. Dr. Noerdlinger leitete zusammen mit seinen Brüdern Ernst, Fritz und Otto die Chemische Fabrik Flörsheim, die im Eigentum der Familie war. |
| Rathausstraße 44 ·           | Adolf Oppenheimer                    | Hier wohnte Adolf Oppenheimer Jg. 1878 „Schutzhaft“ 1938 Buchenwald Ermordet 25.11.1938                                                              | 15. Okt. 2015 |      | Adolf Oppenheimer ist in Biebrich als fachkundiger Drogist und Apotheker beliebt. Am 12. November 1938 wird er mit anderen Männern als „Aktionsjude“ ins KZ Buchenwald deportiert. Seine Witwe Julie stellt den Antrag an die Friedhofsverwaltung Weimar „Betr. Adolf Oppenheimer aus Wiesbaden-Biebrich No 24797 Block IV a“, die Aschenreste ihres Mannes nach Offenbach zu überführen. Nach Bestätigung der Existenz eines Familiengrabes und der Zahlung von 3,- RM an die Stadthauptkasse Weimar, wird die Urne auf dem Friedhof Offenbach neben ihrem 1924 verstorbenen Bruder Ludwig Silberschmidt beigesetzt. |
| Rathausstraße 44 ·           | Julie Oppenheimer geb. Silberschmidt | Hier wohnte Julie Oppenheimer geb. Silberschmidt Jg. 1884 Flucht 1939 England/USA                                                                    | 15. Okt. 2015 |      | Adolf Oppenheimer ist in Biebrich als fachkundiger Drogist und Apotheker beliebt. Am 12. November 1938 wird er mit anderen Männern als „Aktionsjude“ ins KZ Buchenwald deportiert. Seine Witwe Julie stellt den Antrag an die Friedhofsverwaltung Weimar „Betr. Adolf Oppenheimer aus Wiesbaden-Biebrich No 24797 Block IV a“, die Aschenreste ihres Mannes nach Offenbach zu überführen. Nach Bestätigung der Existenz eines Familiengrabes und der Zahlung von 3,- RM an die Stadthauptkasse Weimar, wird die Urne auf dem Friedhof Offenbach neben ihrem 1924 verstorbenen Bruder Ludwig Silberschmidt beigesetzt. |
| Am Schloßpark 131 ·          | Ilse Salmon                          | Hier wohnte Ilse Salmon Jg. 1926 Deportiert 1942 Lublin Ermordet 1942 in Sobibor                                                                     | 2. Juli 2009  |      | Nach der Machtübertragung an Adolf Hitler und dem Boykott jüdischer Geschäfte im April 1933 ging die Metzgerei Obergasse 10 in Frauenstein immer weiter zurück, sodass Selma Salmon das Geschäft aufgeben musste, dies umso mehr als in Frauenstein eine ausgeprägt judenfeindliche Atmosphäre herrschte und die Salmons die einzigen Juden im Ort waren. Die Dotzheimer Cousins von Siegmund, Ilse und Walter erinnern sich, dass sie am Ortseingang von Frauenstein mit Steinen beworfen wurden, wenn sie mit ihren Fahrrädern die Frauensteiner Verwandten besuchen wollten. |
| Am Schloßpark 131 ·          | Selma Salmon geb. Hamburger          | Hier wohnte Selma Salmon geb. Hamburger Jg. 1892 Deportiert 1942 Lublin Ermordet 1942 in Sobibor                                                     | 2. Juli 2009  |      | Nach der Machtübertragung an Adolf Hitler und dem Boykott jüdischer Geschäfte im April 1933 ging die Metzgerei Obergasse 10 in Frauenstein immer weiter zurück, sodass Selma Salmon das Geschäft aufgeben musste, dies umso mehr als in Frauenstein eine ausgeprägt judenfeindliche Atmosphäre herrschte und die Salmons die einzigen Juden im Ort waren. Die Dotzheimer Cousins von Siegmund, Ilse und Walter erinnern sich, dass sie am Ortseingang von Frauenstein mit Steinen beworfen wurden, wenn sie mit ihren Fahrrädern die Frauensteiner Verwandten besuchen wollten. |
| Am Schloßpark 131 ·          | Siegfried Salmon                     | Hier wohnte Siegfried Salmon Jg. 1923 Deportiert 1942 Lublin Ermordet 11.8.1942 Majdanek                                                             | 2. Juli 2009  |      | Nach der Machtübertragung an Adolf Hitler und dem Boykott jüdischer Geschäfte im April 1933 ging die Metzgerei Obergasse 10 in Frauenstein immer weiter zurück, sodass Selma Salmon das Geschäft aufgeben musste, dies umso mehr als in Frauenstein eine ausgeprägt judenfeindliche Atmosphäre herrschte und die Salmons die einzigen Juden im Ort waren. Die Dotzheimer Cousins von Siegmund, Ilse und Walter erinnern sich, dass sie am Ortseingang von Frauenstein mit Steinen beworfen wurden, wenn sie mit ihren Fahrrädern die Frauensteiner Verwandten besuchen wollten. |
| Am Schloßpark 131 ·          | Walter Salmon                        | Hier wohnte Walter Salmon Jg. 1929 Kindertransport 1939 nach Holland Interniert Westerbork Deportiert 1943 Lublin Ermordet 1943 in Sobibor           | 2. Juli 2009  |      | Nach der Machtübertragung an Adolf Hitler und dem Boykott jüdischer Geschäfte im April 1933 ging die Metzgerei Obergasse 10 in Frauenstein immer weiter zurück, sodass Selma Salmon das Geschäft aufgeben musste, dies umso mehr als in Frauenstein eine ausgeprägt judenfeindliche Atmosphäre herrschte und die Salmons die einzigen Juden im Ort waren. Die Dotzheimer Cousins von Siegmund, Ilse und Walter erinnern sich, dass sie am Ortseingang von Frauenstein mit Steinen beworfen wurden, wenn sie mit ihren Fahrrädern die Frauensteiner Verwandten besuchen wollten. |
| Nassauer Straße 21 ·         | Ruth Uhlfelder geb. Voss             | Hier wohnte Ruth Uhlfelder geb. Voss Jg. 1906 Umzug 1933 Frankreich Interniert Drancy Deportiert 1943 Ermordet in Auschwitz                          | 15. Mai 2015  |      | |
| Nassauer Straße 47 ·         | Elisabeth Weyrauch geb. Wertheimer   | Hier wohnte Elisabeth Weyrauch geb. Wertheimer Jg. 1876 Gedemütigt/Entrechtet Flucht in den Tod 23.3.1943                                            | 27. Jan. 2009 |      | Elisabeth Weyrauch war Jüdin, Fritz Weyrauch Christ, das Ehepaar hatte keine Kinder. Fritz Weyrauch führte die Lack- und Farbenfabrik Brandscheid & Weyrauch in Wiesbaden-Biebrich. Die Firma, eine O.H.G., hatte drei Geschäftsführer und bestand bis 1941, bis zu diesem Jahr wurde Gewerbesteuer bezahlt. Das Ehepaar wohnte seit 1934 in der Nassauer Str. 47. Mit Beginn der Naziherrschaft nahm der soziale Druck auf Personen in sogenannten Mischehen zu. Behörden versuchten mit Bestechungen und Drohungen „Arier“ von ihren jüdischen Ehepartnern zu trennen. Nach 1938 legalisierte ein neues Ehe- und Scheidungsrecht die Annullierung von „Mischehen“. Elisabeth und Fritz Weyrauch standen ungeachtet behördlicher Schikanen zu ihrer Ehe. |
| Nassauer Straße 47 ·         | Fritz Weyrauch                       | Hier wohnte Fritz Weyrauch Jg. 1866 Gedemütigt/Entrechtet Flucht in den Tod 21.3.1943                                                                | 27. Jan. 2009 |      | Elisabeth Weyrauch war Jüdin, Fritz Weyrauch Christ, das Ehepaar hatte keine Kinder. Fritz Weyrauch führte die Lack- und Farbenfabrik Brandscheid & Weyrauch in Wiesbaden-Biebrich. Die Firma, eine O.H.G., hatte drei Geschäftsführer und bestand bis 1941, bis zu diesem Jahr wurde Gewerbesteuer bezahlt. Das Ehepaar wohnte seit 1934 in der Nassauer Str. 47. Mit Beginn der Naziherrschaft nahm der soziale Druck auf Personen in sogenannten Mischehen zu. Behörden versuchten mit Bestechungen und Drohungen „Arier“ von ihren jüdischen Ehepartnern zu trennen. Nach 1938 legalisierte ein neues Ehe- und Scheidungsrecht die Annullierung von „Mischehen“. Elisabeth und Fritz Weyrauch standen ungeachtet behördlicher Schikanen zu ihrer Ehe. |